# هندورا
هندورا (به انگلیسی: Handwara) یک منطقهٔ مسکونی در هند است که در Kupwara واقع شده‌است. هندورا ۱٬۵۸۲ متر بالاتر از سطح دریا واقع شده‌است.